# Jane Stuart

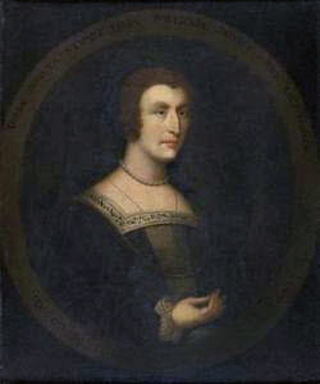
Jane Stuart

Jane Stewart, Lady Fleming, genannt La Belle Ecossaise (französisch Jane Stuart; * 1502 in Schottland; † 1563 in Paris) war Gouvernante der schottischen Königin Maria Stuart, sowie Mätresse des französischen König Heinrich II.

## Leben
Jane Stewart war eine uneheliche Tochter des schottischen Königs Jakob IV. und seiner Geliebten Agnes Stewart, Tochter von James Stewart, 1. Earl of Buchan. Sie heiratete 1537 Malcolm Fleming, 3. Lord Fleming (Haus Fleming). Dieser fiel in der Schlacht bei Pinkie Cleugh am 10. September 1547. Aus dieser Ehe hatte sie mindestens acht Kinder:
- James Fleming, 4. Lord Fleming (1538–1558), ⚭ 1553 Lady Barbara Hamilton, Tochter des James Hamilton, 2. Earl of Arran;
- John Fleming, 5. Lord Fleming († 1572), ⚭ 1562 Hon Elizabeth Ross, Tochter des Robert Ross, Master of Ross[1]
- Hon. Joanna Fleming (* 1525), ⚭ (1) John Livingston, Master of Livingston (⚔ 1547 bei Pinkie Cleugh)[2], ⚭ (2) John Sandilands of Calder, ⚭ (3) David Crawford of Kerse;
- Hon. Janet Fleming (* 1527), ⚭ Richard Brown, Younger of Hartree († 1536)[3]
- Hon. Agnes Fleming (1535–1597), ⚭ William Livingston, 6. Lord Livingston;
- Hon. Margaret Fleming (1536–1584), ⚭ (1) 1548 Robert Graham, Lord Graham,[4] ⚭ (2) 1549 Thomas Erskine, Master of Erskine,[5] ⚭ (3) 1557 John Stewart, 4. Earl of Atholl;
- Hon. Mary Fleming (* 1542), Hofdame von Maria I., ⚭ (1) Sir William Maitland, Laird of Lethington, ⚭ (2) George Meldrum, Laird of Fyvie;
- Hon. Elizabeth Fleming († 1550), ⚭ William Crichton, 5. Lord Crichton of Sanquhar.

Jane wurde von der Königinwitwe Marie de Lothringen-Guise zur Gouvernante der jungen schottischen Königin Maria Stuart und ihrer gleichaltrigen Tochter Mary ernannt. 1548 begleitete sie die junge Königin nach Frankreich und zog die Gunst des damaligen französischen König auf sich. Durch die Affäre mit Heinrich II. gebar sie einen Sohn:
- Henri bâtard d’Angoulême (1551–1586), genannt Chevalier d’Angoulême, später Gouverneur der Provence.